# Brachytrycherus convexus
Brachytrycherus convexus is een keversoort uit de familie zwamkevers (Endomychidae). De wetenschappelijke naam van de soort werd in 1964 gepubliceerd door Strohecker.